# Hydropsyche djabai
Hydropsyche djabai är en nattsländeart som beskrevs av Schmid 1959. Hydropsyche djabai ingår i släktet Hydropsyche och familjen ryssjenattsländor. Inga underarter finns listade i Catalogue of Life.